# Alberto Barrera Tyszka
Alberto José Barrera Tyszka ( Caracas, 18 de febrero de 1960) es un narrador, poeta, columnista y guionista venezolano. Ganador del Premio Herralde de Novela 2006 y del Premio Tusquets de Novela en 2015.

## Biografía
Nació en Caracas (Venezuela) en 1960. Se Licenció en Letras por la Universidad Central de Venezuela, de la que es profesor en la cátedra de Crónicas. En la década de los ochenta participó en los grupos de poesía Tráfico y Guaire. Colaboraciones suyas han aparecido en diversas antologías y publicaciones de España, México, Argentina, Cuba y Venezuela. Articulista habitual desde 1996 en el periódico El Nacional, del New York Times (en español) y colaborador regular del periódico El País (España) y de la revista Letras Libres. Guionista de telenovelas y series de televisión en Argentina, Colombia, México y Venezuela. Además, tiene publicadas varias novelas, libros de cuentos y de poesía; junto con la periodista Cristina Marcano es coautor de una biografía sobre Hugo Chávez, que ha tenido gran impacto internacional. En 2015 su novela Patria o muerte, sobre la batalla contra el cáncer del Presidente Hugo Chávez entre 2011 y su muerte en 2013, resultó ganadora del XI Premio Tusquets de Novela. En 2016 se confirmó su participación como autor de la nueva serie de TV Azteca Nada Personal, de la que fue autor en su primera edición en 1996.

## Obra
Ha sido traducido al alemán, francés, holandés, inglés, italiano, japonés, mandarín, danés, polaco, griego, ruso, turco y portugués.

### Narrativa
Cuentos
- Edición de lujo. Caracas: Fundarte; 1990. ISBN 978-980-253-067-0.
- Perros. Caracas: Camelia Ediciones; 2006. ISBN 978-980-6450-29-5.
- Crímenes. Barcelona: Anagrama; 2009. ISBN 978-84-339-7197-5.

Novelas
- También el corazón es un descuido. México: Plaza & Janés; 2001. ISBN 9789681104658.
- La enfermedad. Barcelona: Anagrama; 2006. ISBN 978-84-339-7140-1.
- Rating. Barcelona: Anagrama; 2011. ISBN 978-84-339-7234-7.
- Patria o muerte. Tusquets Editores; 2015. ISBN 978-84-9066-192-5.
- Mujeres que matan. Barcelona: Random House. 2018. ISBN 978-84-3973-586-1.
- El fin de la tristeza. Barcelona: Random House. 2024. ISBN 978-84-3974-411-5.

### Poesía
- Amor que por demás. 1985.
- Coyote de ventanas. Monte Ávila Editores; 1993.
- Tal vez el frío. Pequeña Venecia; 2000.
- La inquietud. Poesía reunida (1985-2012). Lugar Común; 2013.

### Telenovelas y series

#### Historias originales
- El secreto del río (Netflix, México),2024
- Nada personal (TV Azteca, México), 2017 (de Carlos Payán, Epigmenio Ibarra y Hernán Vera)
- Secretos de familia (TV Azteca, México), 2013 (de Jon Robin Baitz)
- El árbol de Gabriel (Venevisión, Venezuela), 2011.
- Los misterios del amor (Venevisión, Venezuela), 2009.
- Aunque mal paguen (Venevisión, Venezuela), 2007.
- Mirada de mujer, el regreso (TV Azteca, México) 2003 (con Luis Felipe Ybarra)
- Agua y aceite (TV Azteca, México), 2002.
- La calle de las novias (TV Azteca, México), 2000.
- Demasiado corazón (TV Azteca, México), 1998.
- Nada personal (TV Azteca, México), 1996 (de Carlos Payán, Epigmenio Ibarra y Hernán Vera)
- Géminis (Coestrellas, Colombia), 1995.
- Déjate querer (Telefe, Argentina), 1993 (de Raúl Lecouna)
- La pasión de Teresa (Radio Caracas Televisión,Venezuela), 1989 (de Isben Martínez)
- Amanda Sabater (Radio Caracas Televisión, Venezuela), 1989 (de Isben Martínez)

### No-ficción
- Hugo Chávez sin uniforme: una historia personal. Madrid: Ed. Debate; 2005. ISBN 978-84-8306-654-6
- Alta Traición (colección de crónicas). Caracas: Ed. Debate; 2008. ISBN 9789802934935
- Un país a la semana (colección de crónicas). Caracas: Los Libros de El Nacional; 2013.

## Reconocimiento
- Premio Herralde de Novela, 2006.
- Premio a la mejor novela en lengua extranjera (español) de la Casa Editorial del Pueblo, en Pekín (China), 2007.[7]
- Premio Tusquets de Novela, 2015.